# La Playa de Belén
La Playa de Belén, a volte semplicemente La Playa, è un comune della Colombia facente parte del dipartimento di Norte de Santander.